# K2 Network
K2 Network – amerykańska korporacja zajmująca się udostępnianiem koreańskich gier MMO na globalną skalę. Siedziba firmy znajduje się w Irvine w stanie Kalifornia.
Obecnie K2 Network zajmuje się obsługą sześciu gier:
- APB: Reloaded
- Fallen Earth
- Hailan Rising
- Sword 2
- Taikodom
- War Inc. Battlezone

Wcześniej także:
- 9Dragons
- Knight Online
- MKZ (Metal Knight Zero)
- Global MU Online
- Sonsuz Macera
- War Rock